# Ondina obliqua
Ondina obliqua är en snäckart som först beskrevs av Joshua Alder 1844.  Ondina obliqua ingår i släktet Evalea, och familjen Pyramidellidae. Arten är reproducerande i Sverige.